# Свазиленд на Светском првенству у атлетици на отвореном 2013.
Свазиленд је учествовао на 14. Светском првенству у атлетици на отвореном 2013. одржаном у Москви од 10. до 18. августа четрнаести пут, односно учествовао је на свим првенствима до данас. Репрезентацију Свазиленда представљала је једна такмичарка која се такмичила у трци на 400 метара.,
На овом првенству Свазиленд није освојио ниједну медаљу. Није било нових националних рекорда ни личних рекорда.

## Учесници
Жене:
- Фумлиле Ндзиниса — 400 м

## Резултати

### Жене
| Атлетичарка      | Дисциплина | Лични рекорд | Квалификације | Квалификације | Полуфинале            | Полуфинале            | Финале                | Финале       | Детаљи |
| Атлетичарка      | Дисциплина | Лични рекорд | Резултат      | Место         | Резултат              | Место                 | Резултат              | Место        | Детаљи |
| ---------------- | ---------- | ------------ | ------------- | ------------- | --------------------- | --------------------- | --------------------- | ------------ | ------ |
| Фумлиле Ндзиниса | 400 м      | 53,77 НР     | 56,36         | 8. у гр 2     | Није се квалификовала | Није се квалификовала | Није се квалификовала | 35 / 35 (36) |        |